# Marina Weisband

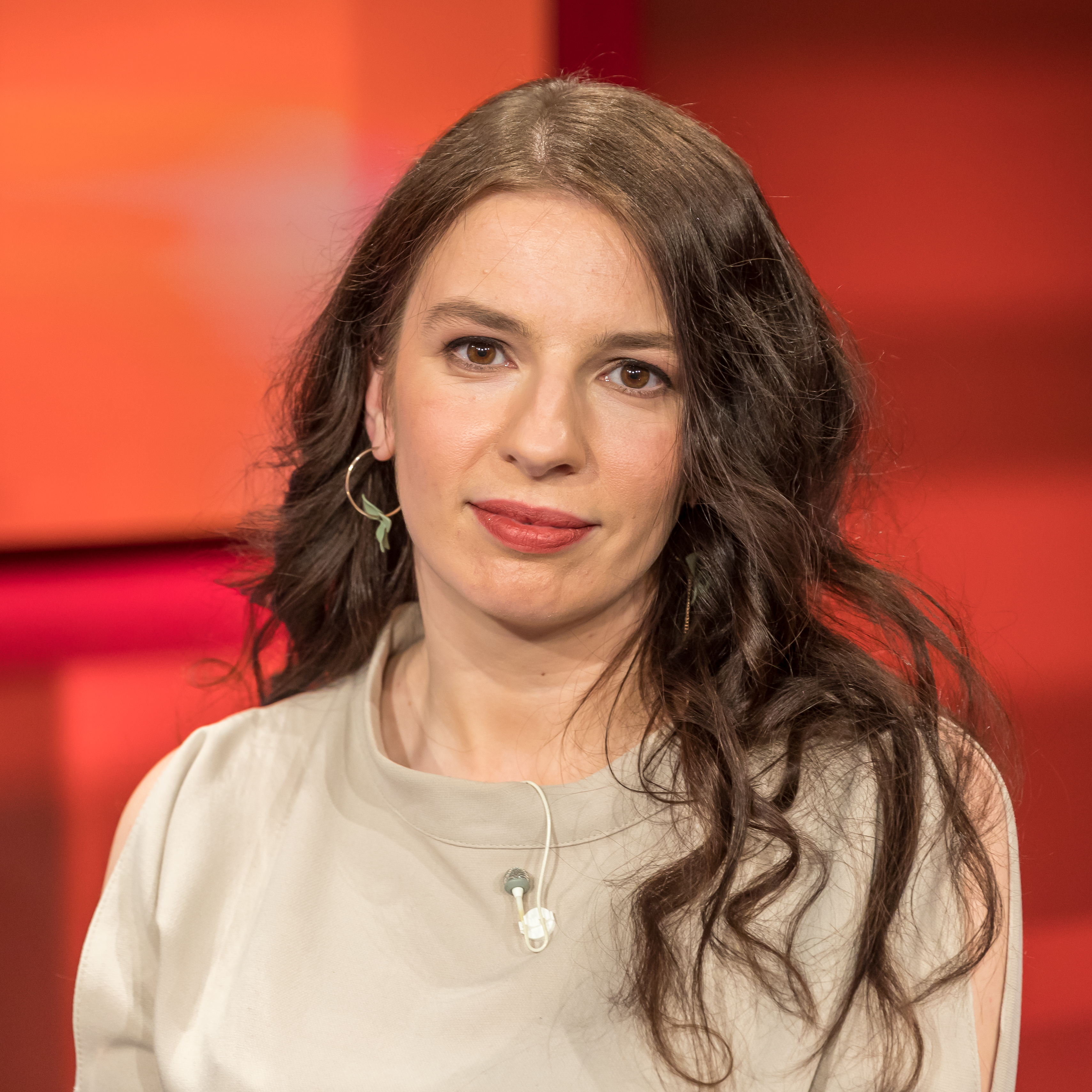
Marina Weisband, 2020

Marina Weisband (ukrainisch Марина Вайсбанд, wiss. Transliteration Marina Vajsband, vor der Emigration Marina Onufriyenko; * 4. Oktober 1987 in Kiew, Ukrainische SSR, Sowjetunion) ist eine ukrainisch-deutsche Politikerin (Bündnis 90/Die Grünen) und Publizistin. Sie war von Mai 2011 bis April 2012 politische Geschäftsführerin und Mitglied des Bundesvorstands der Piratenpartei Deutschland.

## Leben
Weisband wuchs in Kiew in einer jüdischen Familie auf. Ihr Vater Igor Weisband (1951–2018) war Programmierer und Sozioniker, ein Großvater, Dawid Weisband  (1906–1998), diente während des Zweiten Weltkriegs als Oberst der Artillerie in der Roten Armee und erhielt den seltenen Kutusoworden I. Grades. Danach war er Kommandeur einer in Brandenburg stationierten Brigade. Der andere Großvater Weisbands ist Holocaust-Überlebender. Die Familie änderte aufgrund von Antisemitismus in der Sowjetunion ihren jüdischen Nachnamen in Onufriyenko.
Weisband wurde rund eineinhalb Jahre nach der Nuklearkatastrophe von Tschernobyl vom 26. April 1986 geboren, weniger als 100 km vom Unglücksreaktor entfernt. Sie galt als Tschernobylkind und hatte schwere gesundheitliche Probleme, die ihrer Aussage nach wahrscheinlich mit der Strahlenbelastung zusammenhingen. Im Alter von vier Jahren war sie längere Zeit im Krankenhaus und hatte auch in den folgenden Monaten mit Krankheiten zu kämpfen. Auf dringenden Rat der Ärzte verließen ihre Eltern und der Großvater Dawid schließlich mit ihr die Ukraine.
1994 zog sie mit ihren Eltern im Zuge der Regelung für jüdische Kontingentflüchtlinge nach Deutschland um, wo sich die Familie in Wuppertal niederließ. Dort absolvierte Weisband ihr Abitur am Carl-Fuhlrott-Gymnasium und studierte ab 2006 Psychologie an der Westfälischen Wilhelms-Universität in Münster. Seit 2013 ist sie Diplom-Psychologin.
Marina Weisband lebt weiterhin im westfälischen Münster. Sie ist seit 2013 verheiratet. Das Ehepaar hat eine Tochter (* 2016).
Neben der deutschen Staatsangehörigkeit hat Weisband auch die ukrainische Staatsbürgerschaft.
Marina Weisband ist seit 2020 an Myalgischer Enzephalomyelitis/Chronischem Fatigue-Syndrom (ME/CFS oder chronisches Erschöpfungssyndrom) erkrankt und setzt sich seit Herbst 2021 dafür ein, dass öffentlich über diese Krankheit berichtet wird.

## Politik

### Piratenpartei (2009–2015)

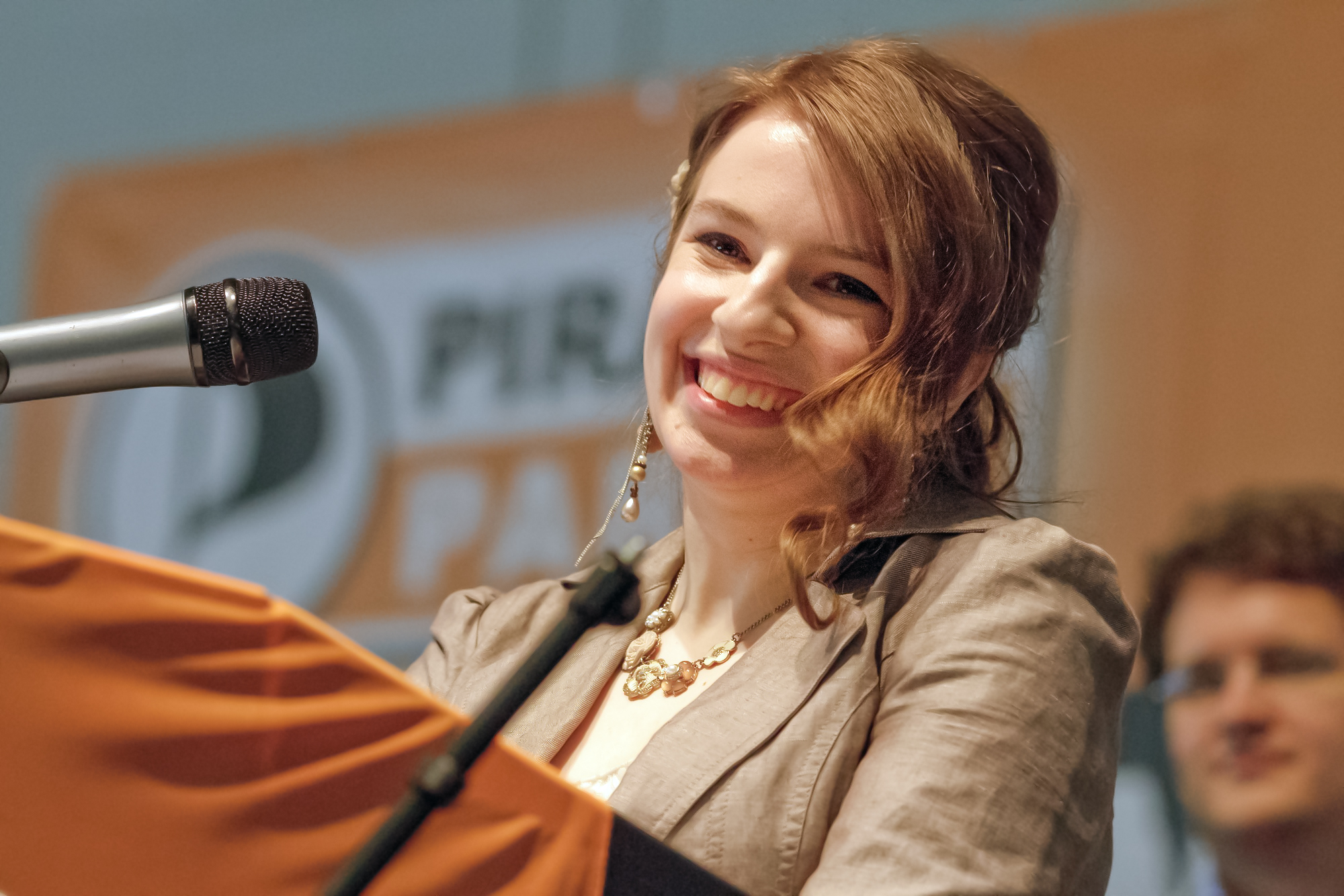
Marina Weisband auf dem Bundesparteitag der Piratenpartei, 2012

2009 trat Weisband der Piratenpartei bei. Für die Hochschulgruppe der Piratenpartei saß sie von Dezember 2010 bis November 2011 im 53. Studierendenparlament der Westfälischen Wilhelms-Universität in Münster. Sie war zudem Mitglied des Kreisverbandes Münster im Landesverband Nordrhein-Westfalen. Auf dem Bundesparteitag 2011 in Heidenheim an der Brenz am 15. Mai 2011 wurde sie als Nachfolgerin Christopher Lauers zur politischen Geschäftsführerin der Piratenpartei gewählt; das Amt entspricht dem des Bundesgeschäftsführers anderer Parteien.
Weisband setzte sich während ihrer aktiven Zeit für die „Vermittlung von demokratischen Grundwerten an Schüler und Jugendliche“ ein sowie für selbstmotiviertes und freies Lernen. „Gesunder Menschenverstand“ müsse auch im Jugendschutz durchgesetzt werden, denn „Kinder vor allem zu beschützen, schützt Kinder nicht“. Bildung sei die „Grundvoraussetzung für die Wissensgesellschaft“. Des Weiteren forderte Weisband, die Anerkennung ausländischer Abschlüsse zu erleichtern.
Als Reaktion auf eine Umfrage des Meinungsforschungsinstituts Forsa vom September 2011, bei der die Piratenpartei bundesweit bei sieben Prozent lag und nach der die meisten Wähler in den Piraten eine Protestpartei sahen, sagte Weisband dem Nachrichtenportal news.de, ihre Partei sei keine „Protestpartei mit Dauer-Veto“, die Piraten hätten „konkrete Ziele wie zum Beispiel mehr Transparenz in der Politik“.

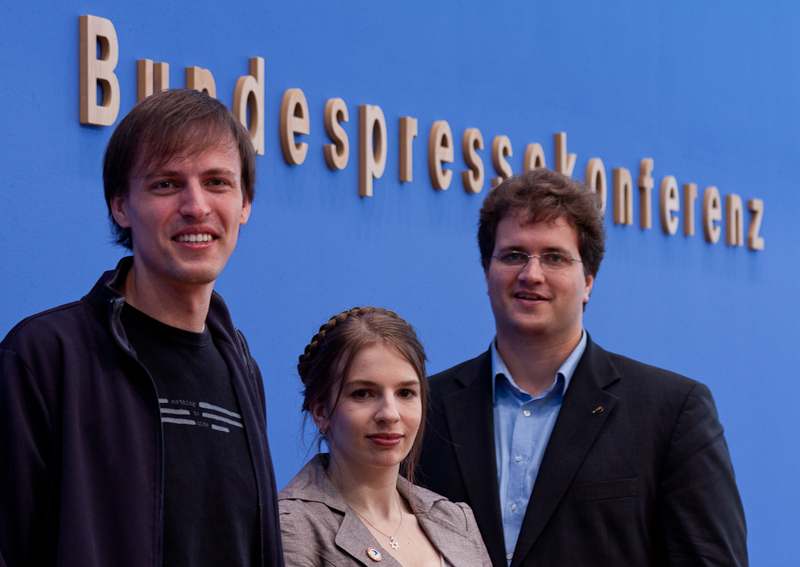
Marina Weisband, Andreas Baum (links) und Sebastian Nerz bei der ersten Bundespressekonferenz der Piratenpartei im Oktober 2011

Im Oktober 2011 nahmen mit dem Parteivorsitzenden Sebastian Nerz, dem Fraktionsvorsitzenden im Abgeordnetenhaus von Berlin Andreas Baum und Marina Weisband erstmals Angehörige der Piratenpartei an der Bundespressekonferenz in Berlin teil. Weisband nannte als Ziele ihrer Partei vor allem „Bildung in allen Schattierungen – frühkindliche Bildung, Bildung als Voraussetzung für politische Teilhabe, Bildung als Bedingung für ein verantwortliches Leben“ sowie „Freiheit im Internet und Transparenz politischer Prozesse“. Zudem gehe es den Piraten um einen „grundlegend veränderten Politikstil“. Gefragt nach weiteren Unterschieden zu anderen Parteien sagte sie: „Wir bieten kein Programm, sondern ein Betriebssystem.“
In der Diskussion über den Umgang mit ehemaligen Mitgliedern der rechtsextremen NPD in den eigenen Reihen distanzierte sie sich öffentlich vom Parteivorsitzenden Nerz und erklärte dessen Rede von „Jugendsünden“ für unpassend.
Am 25. Januar 2012 gab Weisband ihren Rückzug aus der Parteispitze bekannt. Als Grund nannte sie gesundheitliche Probleme und den Wunsch, ihre Diplomarbeit in Psychologie zu schreiben; das sei aufgrund der Umstellung auf das Bachelor-Master-System im Zuge des Bologna-Prozesses an der Westfälischen Wilhelms-Universität in Münster nur noch bis zum Sommersemester 2013 möglich. Sie wolle sich dennoch weiterhin innerhalb der Partei engagieren.
Nach dem Verzicht auf eine zweite Amtszeit teilte sie mit, dass sie während ihrer aktiven Zeit in der Parteispitze antisemitischen Beleidigungen ausgesetzt war. In einem Interview erklärte sie, das sei aber kein Grund für ihren Rückzug. Als einen der Gründe nannte sie den unerwartet großen Erfolg ihrer Partei, sie sei ihm nicht gewachsen und brauche deshalb eine Pause. Außerdem sei zuvor vereinbart worden, dass sie ihr politisches Amt nur für eine Legislaturperiode annehme.
Nach dem Scheitern des Parteiausschlussverfahrens gegen den Holocaust-Relativierer und Geschichtsrevisionisten Bodo T. rief Weisband im April 2012 dazu auf, gegen antisemitische und rassistische Mitglieder rigoros vorzugehen. „Es ist Bullshit, dass wir rechtsextreme Meinungen tolerieren müssen“, kommentierte sie.
Im September 2016 teilte Weisband mit, dass sie bereits vor einem Jahr bei den Piraten ausgetreten sei, weil „das Label Piraten verbrannt“ sei. Sie sei still ausgetreten, um der Piratenpartei nicht zu schaden. Als Grund für ihren Austritt nannte sie, dass der progressive Flügel aus der Partei vertrieben worden sei und nun dort nur noch konservative Kräfte vertreten seien, die „das Internet in den Grenzen von 1990“ wollten. Weisband schloss eine Rückkehr in die Politik bei einer anderen Partei nicht aus.

### Bündnis 90/Die Grünen (seit 2018)
Im Mai 2018 wurde bekannt, dass Marina Weisband die Partei Bündnis 90/Die Grünen bei der Erarbeitung des kommenden Grundsatzprogramms zu netzpolitischen Fragen berät. Im Oktober desselben Jahres wurde publik, dass sie der Partei beigetreten ist.
Am 10. September 2020 nahm Weisband zu außenpolitischen Themen Stellung; sie nahm nach längerer Abwesenheit aus den bundesweiten Medien an der Talk-Sendung Maybrit Illner unter anderen zusammen mit dem damaligen Bundesaußenminister Heiko Maas und Gregor Gysi teil. Nach dem auf Alexei Nawalny erfolgten Giftanschlag meinte sie, dass aktuell Putin gewonnen habe, zu dessen Methodik „Lügen über das Offensichtliche“ gehörten.
Seit dem Beginn des russischen Überfalls auf die Ukraine am 24. Februar 2022 nahm Weisband an verschiedenen Talk-Sendungen zum Überfall teil und sagte früh voraus, dass ein baldiges Ende des Konflikts nicht zu erwarten sei: „Es wird eine blutige Zeit.“
Nach dem offenen Brief einiger Prominenter an Bundeskanzler Olaf Scholz unterzeichnete Weisband einen von Ralf Fücks und Marieluise Beck initiierten Gegenbrief, der sich für Waffenlieferungen an die Ukraine aussprach. Weisband kritisierte im Juli 2022, dass der Westen seit 2014 ignoriert habe, dass die russische Propaganda seit 2014 eine Entmenschlichungskampagne führe, in der sie der Bevölkerung einrede, Ukrainer seien keine Menschen. Auch der Überfall auf Moldawien und auf das Baltikum werde propagandistisch vorbereitet. Alle Russen würden auf einen angeblich moralisch-ethischen Krieg gegen den Westen eingeschworen. Putins Ziel sei es, die Ukraine zu zerstören.

### Sonstiges Engagement und politische Stellungnahmen
Weisband betätigt sich nebenher als freischaffende Künstlerin. Eine Auswahl ihrer Zeichnungen und Gemälde wurde 2009 in einem Kulturzentrum in Mülheim an der Ruhr ausgestellt. Zudem engagiert sie sich in dem gemeinnützigen Wuppertaler Elternverein „3 × 3“ e. V. und schrieb von November 2011 bis Oktober 2012 einen Blog auf FAZ.NET.
Seit 2014 leitet sie das von der Bundeszentrale für politische Bildung geförderte Projekt Aula – Schule gemeinsam gestalten, das Schüler ab der fünften Jahrgangsstufe dazu befähigen möchte, sich aktiv an der Gestaltung ihres schulischen Umfelds zu beteiligen und so demokratisches Handeln zu erproben. Dazu veröffentlichte sie 2024 das Buch Die neue Schule der Demokratie (siehe unten). Seit 2017 arbeitet Weisband als Kolumnistin für @mediasres, das Medienmagazin des Deutschlandfunks. Weisband ist Mitglied im Beirat der Stiftung Bildung.
Im November 2019 wurde bekannt, dass Gabor Steingart sie als Podcasterin für Media Pioneer engagiert hatte. 2020–2022 war sie neben Henning Tillmann Co-Vorsitzende des digitalpolitischen Vereins D64.
Weisband bekennt sich zur jüdischen Religion. In einem Blogbeitrag kritisierte sie 2007 die Ausgrenzung, die jüdische Gemeinden Neuankömmlingen und der deutschen Mehrheitsgesellschaft entgegenbrächten. Auf ihrem YouTube-Kanal startete sie 2020 die Serie #FragEinenJuden. In dieser beantwortet sie gemeinsam mit Eliyah Havemann diverse Fragen rund um das Judentum, die ihr auf Twitter gestellt wurden. Etwa ein Jahr später erschienen diese in erweiterter Form in dem Buch Frag uns doch! Eine Jüdin und ein Jude erzählen aus ihrem Leben.
Am 27. Januar 2021 hielt sie als Vertreterin der jüngeren Generationen – neben Charlotte Knobloch – eine Rede bei der Gedenkstunde zum Tag des Gedenkens an die Opfer des Nationalsozialismus im Deutschen Bundestag.
Anfang 2022 verteidigte Weisband die afro-amerikanische Schauspielerin Whoopi Goldberg nach deren Suspendierung aufgrund von als antisemitisch aufgefassten Äußerungen. Goldberg hatte im US-Fernsehen die Ansicht vertreten, es gehe beim Holocaust nicht um Rasse, sondern „um des Menschen Unmenschlichkeit gegenüber anderen Menschen“. Nach Anschuldigungen, sie hätte den Holocaust verharmlost, entschuldigte sich Goldberg. In dieser Stellungnahme sah Weisband eine „völlig glaubhafte Entschuldigung“. Es sei verständlich, woher Goldbergs Äußerungen kämen, denn Juden erführen in den USA häufig keinen Alltagsrassismus, da sie in der Regel „als weiß codiert“ seien.
Im April 2024 kritisierte sie Bundeskanzler Olaf Scholz dafür, dass er keine Taurus-Marschflugkörper an die Ukraine liefert, gegen die Russland seit dem 24. Februar 2022 einen völkerrechtswidrigen Angriffskrieg führt. Scholz wolle nicht dafür verantwortlich sein, dass Deutschland in den Krieg hineingezogen werde. Und er wolle nicht dafür verantwortlich sein, dass die Ukraine den Krieg verliere. Sie schlussfolgerte: „Der Kanzler will für nichts verantwortlich sein.“ Genau das sei das Problem.
Sie kritisierte auch einen Satz, den Scholz nach dem Terrorangriff der Hamas auf Israel am 7. Oktober 2023 gesagt hatte: „Die Solidarität mit Israel, sprich mit der israelischen Regierung, ist deutsche Staatsräson.“ Weisband wies darauf hin, dass im Kabinett Netanjahu VI „extreme Rechte, Verfassungsfeinde und Rassisten an der Macht“ seien.

## Auszeichnungen
- 2021: For..Net Award für herausragendes Engagement um Gemeinwohl und Digitalisierung[48]
- 2021: Alfred-Müller-Felsenburg-Preis für aufrechte Literatur[49]

Abgelehnte Auszeichnung: 2025 sollte sie als Didacta-Bildungsbotschafterin für besondere und nachhaltige Verdienste um Bildung ausgezeichnet werden. Wegen der Anwesenheit der AfD mit einem Stand auf der Messe lehnte Marina Weisband die Annahme jedoch ab.
Ihre Rede im Bundestag (s. o.) kann als persönliche Auszeichnung für ihr Wirken gelten.

## Rezeption
Anlässlich des Programmparteitages der Piratenpartei im Dezember 2011 in Offenbach schrieb Spiegel Online: „In Offenbach zeigt sich auch, wer der neue Star der Partei ist: Marina Weisband. […] und in Offenbach zeigt sich, wie wichtig Marina Weisband für den Zusammenhalt der Partei ist.“ Focus Online schrieb zu diesem Parteitag: „Sie ist diejenige, auf die sich alle im Saal einigen können.“
Das NDR-TV-Medienmagazin Zapp berichtete im Januar 2012 über den Umgang von Medien mit Weisband.
Die Frankfurter Allgemeine Zeitung schrieb im April 2012 zum Abschied von Marina Weisband: „Sie hat für die Piraten weit über die Parteifreunde hinaus mehr soziales Kapital eingeworben als wahrscheinlich irgendein anderer Parteipolitiker der vergangenen Jahre.“

## Veröffentlichungen (Auswahl)
Im März 2013 wurde ihr erstes Buch Wir nennen es Politik auf der Leipziger Buchmesse vorgestellt. Zwei Wochen vorher wurde eine unredigierte Fassung zum kostenlosen Abruf bereitgestellt. Der Klett-Cotta Verlag gab an, zwar nicht erfreut zu sein, gegen die Veröffentlichung aber nicht vorgehen zu wollen. Der Verkauf des E-Books war ohne Kopierschutz vorgesehen. Weisband beabsichtigte, dass jeder Käufer ihres Buches es ohne Einschränkungen im Internet weiterverbreiten dürfe.
- Wir nennen es Politik. Ideen für eine zeitgemäße Demokratie. Tropen-Verlag (Label von Klett-Cotta), Stuttgart 2013, ISBN 978-3-608-50319-7.
- Marina Weisband, Eliyah Havemann: Frag uns doch! Eine Jüdin und ein Jude erzählen aus ihrem Leben. S. Fischer, Frankfurt 2021, ISBN 978-3-10-397491-1.
- mit Frido Mann: Was uns durch die Krise trägt: Ein Generationengespräch. wbg Theiss, Darmstadt 2023, ISBN 978-3-8062-4583-7.
- zusammen mit Doris Mendlewitsch: Die neue Schule der Demokratie. Wilder denken, wirksam handeln. S. Fischer, Frankfurt am Main 2024, ISBN 978-3-10-397592-5.